# Zygmunt Michał Nestorowski
Zygmunt Michał Nestorowski (ur. 30 sierpnia 1915 w Hucisku Oleskim, zm. 20 grudnia 1966 w Radnej Górze) – polski zakonnik, kapucyn.

## Życiorys
Pochodził z wielodzietnej, religijnej rodziny chłopskiej. W 1928 został przyjęty do Niższego Seminarium Duchownego w Rozwadowie, które ukończył w 1931. We wrześniu tego samego roku rozpoczął nowicjat w Sędziszowie, gdzie przyjął imię Zygmunt. 29 sierpnia 1932 złożył pierwsze śluby zakonne i został skierowany do Krakowa, gdzie dokończył szkołę średnią (maturę zdał 29 maja 1935). Odbył studia teologiczno-filozoficzne i 3 września 1939 otrzymał święcenia kapłańskie.
Uciekając przed represjami niemieckimi dotarł do Radecznicy. Z powodu choroby dłuższy czas pozostał na Lubelszczyźnie, skąd przedostał się do Warszawy, a pod koniec października 1939 wrócił do Krakowa. Pozostał tu krótko, ponieważ skierowano go do rodzinnego Huciska Oleskiego, gdzie wstąpił w szeregi Armii Krajowej jako kapelan. Wieś była jednym z wielu miejsc, w których polscy mieszkańcy stali się ofiarą rzezi wołyńskiej, czego był świadkiem. Pomagał licznym ofiarom Ukraińców, a także, w 1942 organizował pomoc dla powodzian z terenów Podkarpacia. Mimo zakazu okupanta niemieckiego nauczał młodzież religii i przygotowywał ludzi do sakramentów.
Podczas akcji wysiedlania Polaków z kresów wschodnich czuwał nad transportami ludności polskiej wyjeżdżającymi ze stacji w Złoczowie. Sam opuścił miasto w towarzystwie swoich parafian, ostatnim transportem 13 października 1945. Podróżował siedem tygodni, często w odkrytym wagonie. Władze zignorowały jego prośby o pozostanie we Lwowie. Ostatecznie przybył wraz z częścią swych parafian do Niegosławic, gdzie wspomagał ich w procesie osiedleńczym.
17 września 1947 został przełożonym klasztoru w Nowej Soli, gdzie organizował życie religijne. W 1948 przeniesiono go do Sędziszowa na wicemagistra nowicjatu. Został też wysłany do zbuntowanej parafii w Zagorzycach, gdzie zapobiegł rozłamowi i uspokoił sytuację. 13 kwietnia 1950 został proboszczem w Bolkowie, by 7 stycznia 1957 powrócić do Sędziszowa na poprzednie stanowisko. W 1959 został skierowany do Wałcza, a w maju 1960 objął stanowisko kapelana szpitala onkologicznego w Krakowie. Od listopada 1961 pracował w parafii św. Augustyna we Wrocławiu.
23 maja 1963 operowano mu żołądek. Od 25 czerwca 1963 przebywał na rekonwalescencji w Radnej Górze, gdzie jednocześnie pełnił funkcję kapelana sióstr józefitek. Zmarł tam po silnych cierpieniach, na raka, w opinii świątobliwości.